# Perrine Laffont
Perrine Laffont (ur. 28 października 1998 w Lavelanet) – francuska narciarka dowolna, specjalizująca się w jeździe po muldach, mistrzyni olimpijska, sześciokrotna mistrzyni świata i wielokrotna medalistka mistrzostw świata juniorów.

## Kariera
Starty w Pucharze Świata rozpoczęła w 2014 r. Występowała także w zawodach Pucharu Europy. W 2014 roku wystąpiła na igrzyskach olimpijskich w Soczi, zajmując czternaste miejsce w jeździe po muldach. Największe sukcesy osiągnęła podczas mistrzostw świata w Sierra Nevada w 2017 roku, gdzie zwyciężyła w muldach podwójnych, a w jeździe po muldach zajęła drugie miejsce za Britteny Cox z Australii. Na rozgrywanych dwa lata wcześniej mistrzostwach świata w Kreischbergu była trzynasta w jeździe po muldach oraz szósta w muldach podwójnych. W 2018 roku wystartowała na igrzyskach olimpijskich w Pjongczangu zdobyła złoty medal, wyprzedzając Kanadyjkę Justine Dufour-Lapointe i Juliję Gałyszewą z Kazachstanu. Rok później, na mistrzostwach świata w Deer Valley zdobyła brązowy medal w jeździe po muldach oraz złoty w muldach podwójnych. W marcu 2021 podczas mistrzostw świata w Ałmaty zdobyła złoty medal w jeździe po muldach.
Najlepsze wyniki w Pucharze Świata osiągnęła w sezonie 2018/2019 oraz 2019/2020, kiedy to zajęła pierwsze miejsce w klasyfikacji generalnej oraz w klasyfikacji jazdy po muldach. Ponadto w sezonach 2017/2018 i 2020/2021 zwyciężyła, w sezonie 2016/2017 zajęła drugie, w sezonie 2015/2016 trzecie miejsce w klasyfikacji jazdy po muldach. W sezonie 2021/2022 była druga w klasyfikacji generalnej muld (MO+DM) i klasyfikacji muld podwójnych (DM), a w klasyfikacji jazdy po muldach (MO) zwyciężyła.

## Osiągnięcia

### Igrzyska olimpijskie
| Miejsce | Dzień     | Rok  | Miejscowość | Konkurencja      | Zwyciężczyni            |
| ------- | --------- | ---- | ----------- | ---------------- | ----------------------- |
| 14.     | 8 lutego  | 2014 | Soczi       | Jazda po muldach | Justine Dufour-Lapointe |
| 1.      | 11 lutego | 2018 | Pjongczang  | Jazda po muldach | –                       |
| 4.      | 6 lutego  | 2022 | Pekin       | Jazda po muldach | Jakara Anthony          |

### Mistrzostwa świata
| Miejsce | Dzień       | Rok  | Miejscowość   | Konkurencja      | Zwyciężczyni            |
| ------- | ----------- | ---- | ------------- | ---------------- | ----------------------- |
| 13.     | 18 stycznia | 2015 | Kreischberg   | Jazda po muldach | Justine Dufour-Lapointe |
| 6.      | 19 stycznia | 2015 | Kreischberg   | Muldy podwójne   | Hannah Kearney          |
| 2.      | 8 marca     | 2017 | Sierra Nevada | Jazda po muldach | Britteny Cox            |
| 1.      | 9 marca     | 2017 | Sierra Nevada | Muldy podwójne   | –                       |
| 3.      | 8 lutego    | 2019 | Deer Valley   | Jazda po muldach | Julija Gałyszewa        |
| 1.      | 9 lutego    | 2019 | Deer Valley   | Muldy podwójne   | –                       |
| 1.      | 8 marca     | 2021 | Ałmaty        | Jazda po muldach | –                       |
| 7.      | 9 marca     | 2021 | Ałmaty        | Muldy podwójne   | Anastasija Smirnowa     |
| 1.      | 25 lutego   | 2023 | Bakuriani     | Jazda po muldach | –                       |
| 1.      | 26 lutego   | 2023 | Bakuriani     | Muldy podwójne   | –                       |
| 1.      | 19 marca    | 2025 | Engadyna      | Jazda po muldach | –                       |
| 5.      | 21 marca    | 2025 | Engadyna      | Muldy podwójne   | Jaelin Kauf             |

### Puchar Świata

#### Pozycje w klasyfikacji generalnej
- sezon 2013/2014: 88.
- sezon 2014/2015: 61.
- sezon 2015/2016: 11.
- sezon 2016/2017: 9.
- sezon 2017/2018: 4.
- sezon 2018/2019: 1.
- sezon 2019/2020: 1.

Od sezonu 2020/2021 klasyfikacja jazdy po muldach jest jednocześnie klasyfikacją generalną.
- sezon 2020/2021: 1.
- sezon 2021/2022: 2.
- sezon 2022/2023: 1.
- sezon 2023/2024: –
- sezon 2024/2025: 2.

#### Miejsca na podium
1. Tazawako – 27 lutego 2016 (jazda po muldach) – 1. miejsce
2. Moskwa – 5 marca 2016 (muldy podwójne) – 1. miejsce
3. Ruka – 10 grudnia 2016 (jazda po muldach) – 2. miejsce
4. Lake Placid – 14 stycznia 2017 (jazda po muldach) – 2. miejsce
5. Tazawako – 18 lutego 2017 (jazda po muldach) – 2. miejsce
6. Thaiwoo – 25 lutego 2017 (jazda po muldach) – 1. miejsce
7. Thaiwoo – 26 lutego 2017 (muldy podwójne) – 2. miejsce
8. Calgary – 6 stycznia 2018 (jazda po muldach) – 2. miejsce
9. Deer Valley – 10 stycznia 2018 (jazda po muldach) – 1. miejsce
10. Deer Valley – 11 stycznia 2018 (jazda po muldach) – 2. miejsce
11. Tazawako – 3 marca 2018 (jazda po muldach) – 1. miejsce
12. Megève – 18 marca 2018 (muldy podwójne) – 2. miejsce
13. Ruka – 7 grudnia 2018 (jazda po muldach) – 1. miejsce
14. Thaiwoo – 15 grudnia 2018 (jazda po muldach) – 3. miejsce
15. Thaiwoo – 16 grudnia 2018 (muldy podwójne) – 2. miejsce
16. Calgary – 12 stycznia 2019 (jazda po muldach) – 2. miejsce
17. Lake Placid – 18 stycznia 2019 (jazda po muldach) – 2. miejsce
18. Mont-Tremblant – 26 stycznia 2019 (jazda po muldach) – 1. miejsce
19. Tazawako – 23 lutego 2019 (jazda po muldach)  – 1. miejsce
20. Tazawako – 24 lutego 2019 (muldy podwójne) – 1. miejsce
21. Szymbulak – 2 marca 2019 (jazda po muldach) – 2. miejsce
22. Ruka – 7 grudnia 2019 (jazda po muldach) – 1. miejsce
23. Thaiwoo – 14 grudnia 2019 (jazda po muldach) – 1. miejsce
24. Thaiwoo – 15 grudnia 2019 (muldy podwójne) – 1. miejsce
25. Mont-Tremblant – 25 stycznia 2020 (jazda po muldach) – 1. miejsce
26. Calgary – 1 lutego 2020 (jazda po muldach) – 1. miejsce
27. Deer Valley – 6 lutego 2020 (jazda po muldach) – 1. miejsce
28. Tazawako – 22 lutego 2020 (jazda po muldach) – 1. miejsce
29. Ałmaty – 1 marca 2020 (muldy podwójne) – 3. miejsce
30. Krasnojarsk – 7 marca 2020 (muldy podwójne) – 1. miejsce
31. Ruka – 5 grudnia 2020 (jazda po muldach) – 1. miejsce
32. Idre Fjäll – 12 grudnia 2020 (jazda po muldach) – 1. miejsce
33. Idre Fjäll – 13 grudnia 2020 (muldy podwójne) – 1. miejsce
34. Deer Valley – 4 lutego 2021 (jazda po muldach) – 1. miejsce
35. Idre Fjäll – 11 grudnia 2021 (jazda po muldach) – 2. miejsce
36. Idre Fjäll – 12 grudnia 2021 (muldy podwójne) – 1. miejsce
37. Mont-Tremblant – 7 stycznia 2022 (jazda po muldach) – 2. miejsce
38. Mont-Tremblant – 8 stycznia 2022 (jazda po muldach) – 1. miejsce
39. Deer Valley – 13 stycznia 2022 (jazda po muldach) – 1. miejsce
40. Deer Valley – 14 stycznia 2022 (jazda po muldach) – 3. miejsce
41. Chiesa in Valmalenco – 12 marca 2022 (muldy podwójne) – 2. miejsce
42. Megève – 18 marca 2022 (jazda po muldach) – 1. miejsce
43. Megève – 19 marca 2022 (muldy podwójne) – 1. miejsce
44. Ruka – 3 grudnia 2022 (jazda po muldach) – 2. miejsce
45. Idre Fjäll – 10 grudnia 2022 (jazda po muldach) – 3. miejsce
46. Idre Fjäll – 11 grudnia 2022 (muldy podwójne) – 3. miejsce
47. L’Alpe d’Huez – 16 grudnia 2022 (jazda po muldach) – 2. miejsce
48. L’Alpe d’Huez – 17 grudnia 2022 (muldy podwójne) – 2. miejsce
49. Saint-Côme – 28 stycznia 2023 (muldy podwójne) – 2. miejsce
50. Deer Valley – 2 lutego 2023 (jazda po muldach) – 3. miejsce
51. Deer Valley – 4 lutego 2023 (muldy podwójne) – 1. miejsce
52. Chiesa in Valmalenco – 11 lutego 2023 (muldy podwójne) – 1. miejsce
53. Ałmaty – 17 marca 2023 (jazda po muldach) – 1. miejsce
54. Ałmaty – 18 marca 2023 (muldy podwójne) – 1. miejsce
55. Ruka – 30 listopada 2024 (jazda po muldach) – 1. miejsce
56. Idre Fjäll – 6 grudnia 2024 (jazda po muldach) – 2. miejsce
57. Bakuriani – 20 grudnia 2024 (jazda po muldach) – 2. miejsce
58. Bakuriani – 21 grudnia 2024 (muldy podwójne) – 3. miejsce
59. Waterville Valley – 24 stycznia 2025 (jazda po muldach) – 1. miejsce
60. Waterville Valley – 25 stycznia 2025 (muldy podwójne) – 1. miejsce
61. Saint-Côme – 1 lutego 2025 (muldy podwójne) – 3. miejsce
62. Deer Valley – 6 lutego 2025 (jazda po muldach) – 2. miejsce
63. Deer Valley – 8 lutego 2025 (muldy podwójne) – 2. miejsce
64. Beidahu – 21 lutego 2025 (jazda po muldach) – 2. miejsce
65. Beidahu – 22 lutego 2025 (muldy podwójne) – 2. miejsce
66. Livigno – 11 marca 2025 (jazda po muldach) – 2. miejsce
67. Livigno – 12 marca 2025 (muldy podwójne) – 3. miejsce